# DeJvion Edwards-Steward
DeJvion Jalen Edwards-Steward (Detroit, 8 aprile 1993) è un giocatore di football americano statunitense che gioca nel ruolo di linebacker e safety per i Seamen Milano della IFL.

## Carriera
Al college ha giocato a football alla Tiffin University, per poi passare a giocare nel campionato italiano con i Giants Bolzano. Nel 2019 ha giocato prima con i Lions Bergamo e poi con i finlandesi Seinäjoki Crocodiles. Nel 2020 avrebbe dovuto giocare il campionato tedesco con i Kiel Baltic Hurricanes, ma la competizione è stata annullata a causa della pandemia di COVID-19. L'anno successivo ha quindi firmato con i Cologne Crocodiles, per poi passare nel 2022 ai Ravensburg Razorbacks.
Dal 2023 al 2024 ha giocato in ELF con i Seamen Milano, per poi tornare ai Lions.